# SHS in het seizoen 1955/56
Het seizoen 1955/1956 was het tweede jaar in het bestaan van de Haagse betaaldvoetbalclub SHS. Voorafgaand aan het seizoen fuseerde de club met het Scheveningse SVV. De naam werd gewijzigd naar Scheveningen Holland Sport (SHS). De club kwam uit in de Hoofdklasse B en eindigde daarin op de 14e plaats, dit betekende dat de club degradeerde naar de Eerste divisie.

## Wedstrijdstatistieken

### Hoofdklasse B
|       | Alkmaar '54 | BVV   | D.F.C. | EDO   | Elinkwijk | Emma  | Sportclub Enschede | Feijenoord | De Graafschap | GVAV  | MVV   | PSV   | Rapid JC | Sittardia | SVV   | De Volewijckers | Willem II |
| ----- | ----------- | ----- | ------ | ----- | --------- | ----- | ------------------ | ---------- | ------------- | ----- | ----- | ----- | -------- | --------- | ----- | --------------- | --------- |
| Thuis | 1 – 0       | 1 – 5 | 0 – 1  | 5 – 0 | 2 – 3     | 6 – 1 | 1 – 3              | 1 – 1      | 1 – 3         | 4 – 1 | 1 – 2 | 1 – 2 | 2 – 1    | 4 – 3     | 2 – 2 | 1 – 0           | 3 – 6     |
| Uit   | 3 – 2       | 0 – 2 | 4 – 1  | 1 – 0 | 6 – 1     | 1 – 5 | 2 – 2              | 6 – 1      | 3 – 0         | 3 – 0 | 2 – 0 | 4 – 1 | 0 – 0    | 0 – 0     | 0 – 1 | 2 – 5           | 4 – 1     |

## Statistieken SHS 1955/1956

### Eindstand SHS in de Nederlandse Hoofdklasse B 1955 / 1956
| Stand | Gespeeld | Gewonnen | Gelijk | Verloren | Punten | Doelpunten voor | Doelpunten tegen |
| ----- | -------- | -------- | ------ | -------- | ------ | --------------- | ---------------- |
| 14e   | 34       | 11       | 5      | 18       | 25*    | 58              | 75               |

### Topscorers
| Competitie \| # \| Naam \| \| \| -------------- \| ------------------- \| -- \| \| 1. \| Jan van Geen \| 17 \| \| 2. \| Cock Clavan \| 8 \| \| 3. \| Piet Dekker \| 6 \| \| 3. \| Ab Kentie \| 6 \| \| 5. \| Mick Clavan \| 5 \| \| 5. \| Wim Zwarts \| 5 \| \| 7. \| Jan Everse \| 4 \| \| 8. \| Coen Rijshouwer \| 2 \| \| 8. \| Johnny van der Zwan \| 2 \| \| 10. \| Cees de Jong \| 1 \| \| 10. \| Piet Grootveld \| 1 \| \| Eigen doelpunt \| \| \| \| 1. \| Henk Drewes (GVAV) \| 1 \| \| Totaal \| Totaal \| 58 \| |                     |      |
| # | Naam                | Goal |
| 1. | Jan van Geen        | 17   |
| 2. | Cock Clavan         | 8    |
| 3. | Piet Dekker         | 6    |
| 3. | Ab Kentie           | 6    |
| 5. | Mick Clavan         | 5    |
| 5. | Wim Zwarts          | 5    |
| 7. | Jan Everse          | 4    |
| 8. | Coen Rijshouwer     | 2    |
| 8. | Johnny van der Zwan | 2    |
| 10. | Cees de Jong        | 1    |
| 10. | Piet Grootveld      | 1    |
| Eigen doelpunt |                     |      |
| 1. | Henk Drewes (GVAV)  | 1    |
| Totaal | Totaal              | 58   |